# Langoiran
Langoiran è un comune francese di 2 197 abitanti situato nel dipartimento della Gironda nella regione della Nuova Aquitania.

## Monumenti e luoghi d'interesse
- Castello di Langoiran, XIII-XVI secolo

## Società

### Evoluzione demografica
Abitanti censiti